# Mathias Sandorf (film, 1921)
Pour les articles homonymes, voir Sandorf et Mathias Sandorf (film).
Pour plus de détails, voir Fiche technique et Distribution.
Mathias Sandorf (aux États-Unis, The Isle of Zorda) est un film muet français réalisé par Henri Fescourt et sorti en 1921. Il s’agit d’une adaptation par Henri Fescourt du roman de Jules Verne.

## Historique
Le projet de mettre à l'écran le roman naît en mai 1919. Michel Verne, qui ne participe pas à la réalisation, donne l'autorisation des scénarios des différents épisodes. Louis Nalpas en commence le découpage et pense d'abord à en confier la réalisation à René Le Somptier mais choisit finalement Henri Fescourt qui le rejoint à la villa Liserb le 20 juin. Serge Sandberg demande alors à Nalpas la rédaction d'un Rapport sur le rendement des œuvres de Jules Verne exécutées en épisodes.
Fescourt reçoit pour ce travail des appointements de 36 000 francs dès le 1er juillet. Le 7 juillet 1919, cinq épisodes sont découpés et prêts à être tournés. Le 18 juillet, Naplas informé Sandberg qu'il est en pourparlers avec Romuald Joubé pour qu'il tienne le rôle du personnage de Mathias Sandorf et avec Jean Toulout pour celui de Toronthal.
Gaston Lavriller, un jeune graveur, est chargé des trucages. Une grève d'électriciens du studio et des accidents lors de scènes sous-marines, entrainent un retard du tournage qui ne commence qu'à la fin du mois de septembre 1919.
En 1921, un ciné-feuilleton du roman, écrit par Michel Verne, est publié dans L'Intransigeant entre le 9 juillet et le 9 septembre 1921, simultanément au film et contribue à son succès.

## Fiche technique
- Titre original : The Isle of Zorda
- Réalisation : Henri Fescourt
- Assistant réalisateur : Jean-Louis Bouquet
- Scénario : Henri Fescourt, d'après le roman de Jules Verne
- Montage : Mario Nalpas
- Producteur : Serge Sandberg
- Société de production : Les Films Louis Nalpas
- Pays de production :  France
- Trucages : Gaston Lavrillier
- Format : Noir et blanc - Muet - 1,33:1 - 35 mm
- Genre : Film d'aventure
- Date de sortie : 
  - France : 15 juillet 1921

## Distribution
- Romuald Joubé : Mathias Sandorf
- Yvette Andréyor : Sava Toronthal
- Jean Toulout : Silas Toronthal
- Paul Vermoyal : Sarcany
- Gaston Modot : Carpéna
- Armand Tallier : Pierre Bathory
- Armand Dutertre : Borik
- Henri Maillard : Ferrato
- Gabrielle Ristori : Maria Ferrato
- Mario Nasthasio : Zirone
- Djemil Anik : Namir
- Germaine Pelisse : Mme Toronthal
- Madame Lacroix : Mme Bathory

## Autour du film
- Lieux de tournage : Nice,  Alpes-Maritimes
- Une version restaurée du film, avec bande-musique faite pour l'occasion, est représentée en mars 2022 au cinéma Saint-Leu d'Amiens, dans le cadre d'un colloque universitaire consacré à Verne[9].